# ویگونه
ویگونه (به ایتالیایی: Vigone) یک کومونه در ایتالیا است که در استان تورین واقع شده‌است.

## خصوصیات
ویگونه ۴۱٫۱ کیلومترمربع مساحت و ۵٬۱۵۷ نفر جمعیت دارد.